# 予備的ハザード分析
予備的ハザード分析（よびてきハザードぶんせき,予備危険源分析,Preliminary hazard analysis,PHA） とは、リスクアセスメント手法の1つで、過去の経験や知識から今後発生するリスクを特定していく手法である。リスクアセスメント手法としては、簡単な手法の1つである。工学、医学、行政など、さまざまな分野で活用されている。
ISO31010では「PHAは簡易な帰納的分析法であり，その目的は，所定の活動，施設又はシステムで危害を引き起こす可能性のある，ハザード，危険状態及び事象を特定することである。」とある。
注意:PHAはリスクアセスメントで同略号があり「プロセスハザード分析」もPHAである。
注意:この手法は、改良(発生確率や危険度などの追加)されていたり、分野間で異なることもあるが、ここでは基本的な手法について説明する。
出典:en:Hazard analysis,ISO 31010

## 概要
予備的ハザード分析を、簡単に説明すると、過去に発生した事や経験から、発生しえるリスクをリスト化する方法である。多くの場合、過去の事例を元にリスクを提示するが、特に過去の事例にこだわるものではない。この分析を開始するタイミングは、プロジェクト開発の開発前に最初に行うことができる。また、他のリスクアセスメント手法と合わせて実施することもある。

## 目的
主に初期段階でのリスクの検討で用いる。つまり、プロジェクト開発の開発前に最初に行うことが多い。
プロジェクトの中盤以降で分析する場合には、詳細分析のために後で別のリスクアセスメント手法を利用する事も多い。

## 特徴

### 長所
- 少ない情報であっても利用可能
- 初期段階でのリスク検討が可能

### 短所
- リスクの詳細情報や最善の防止方法が得られない。
  - 十分な情報が無ければ、情報が少ない場合もある
  - 重大性、頻度などの情報がわからない場合もある
- 部分的な対策に偏りやすい
  - コスト面、対策時間

## 報告形式
基本的にはリスクの列挙であるが、リスクの確率、分類、重大性、リスク対策の優先順などを合わせて分析することもある。
特定の結果報告形式はなく、表(リスクマトリックス、ETA、FTA、リスク指標など)や樹状図(特性要因図など)などでも作成できる。
単なる文章形式のこともある。

## 分析結果の例
- 「自動車購入」のリスクについて
  - 費用がかかる(購入費、保険、ガソリン代、維持費など)
  - 交通事故に合うなど

※なお、各リスクの確率や重大性などを書くこともある。

## 関連事項
- ISO 31010 - リスクアセスメント
- ISO 14971 - 医療機器リスクアセスメント
- MIL-STD-882 - PHAの記載がある [2]
- リスクアセスメント